# 现代雅绅特
现代雅绅特（韓語：현대 엑센트），或译现代雅绅，是现代汽车生产的一款次紧凑型车，已开发至第五代。它在2000年于韩国市场上改名为现代瑞纳（현대 베르나），但大部分国际市场仍使用原名。君迪在2008年将其评为最可靠的次紧凑型车。

## 第一代（X3，1994年）
第一代雅绅特（代号X3）于1994年10月推出。

## 第五代 （HC/YC；2017年）
第五代现代雅绅最早在2016年末于中国上市，其他国家如俄罗斯在次年开始开始销售，但韩国并无第五代雅绅。

## 第六代（BN7；2023年）

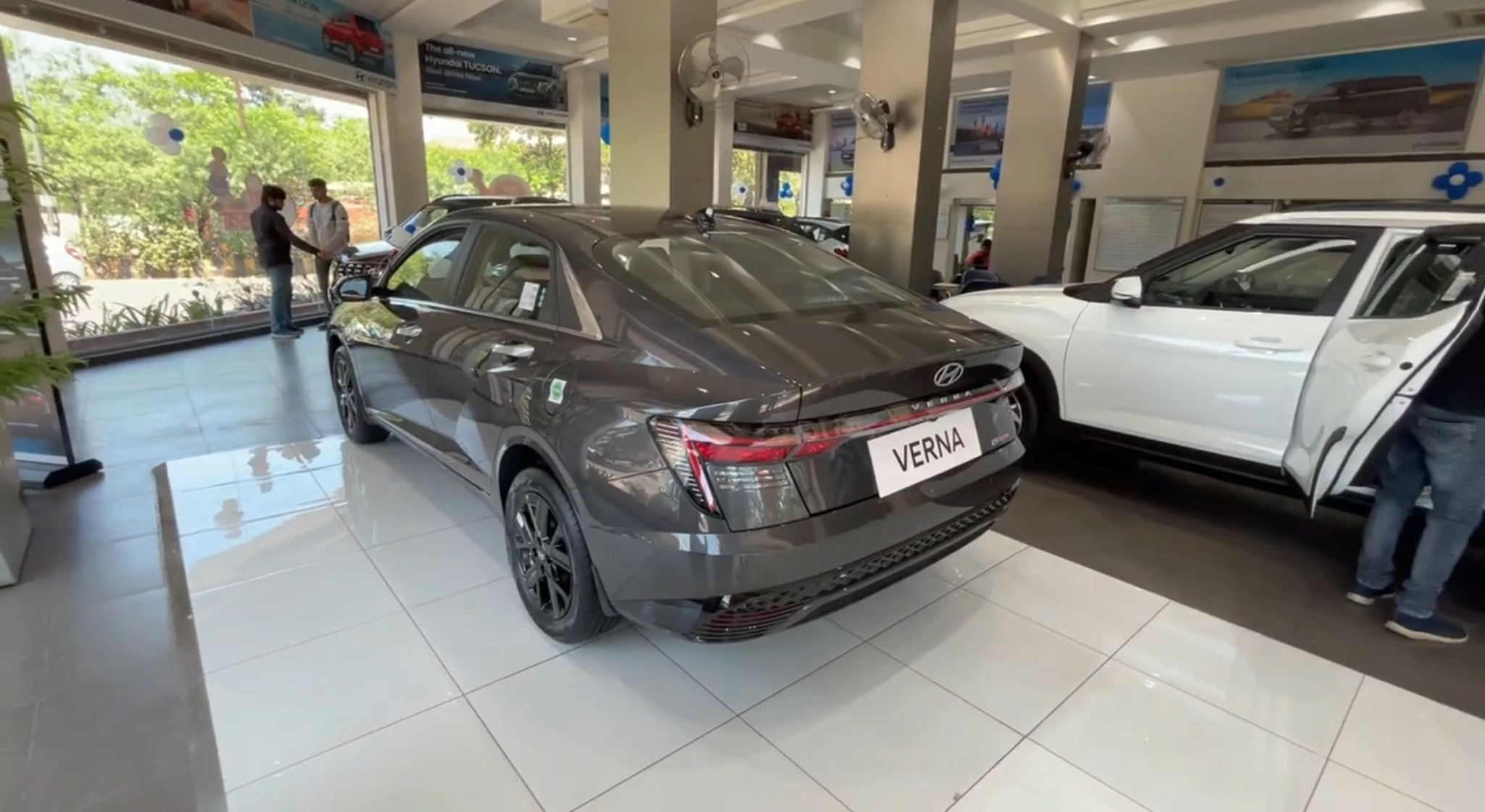
車尾